# 연속균등분포
연속균등분포(連續均等分布, continuous uniform distribution)는 연속 확률 분포로, 분포가 특정 범위 내에서 균등하게 나타나 있을 경우를 가리킨다. 이 분포는 두 개의 매개변수 {\displaystyle a,b}를 받으며, 이때 {\displaystyle [a,b]} 범위에서 균등한 확률을 가진다. 보통 기호로 {\displaystyle {\mathcal {U}}(a,b)}로 나타낸다.
{\displaystyle {\mathcal {U}}(0,1)}인 경우를 표준연속균등분포로 부른다.

## 같이 보기
- 이산균등분포
- 베타 분포
- 구형함수